# Berthold Ostertag

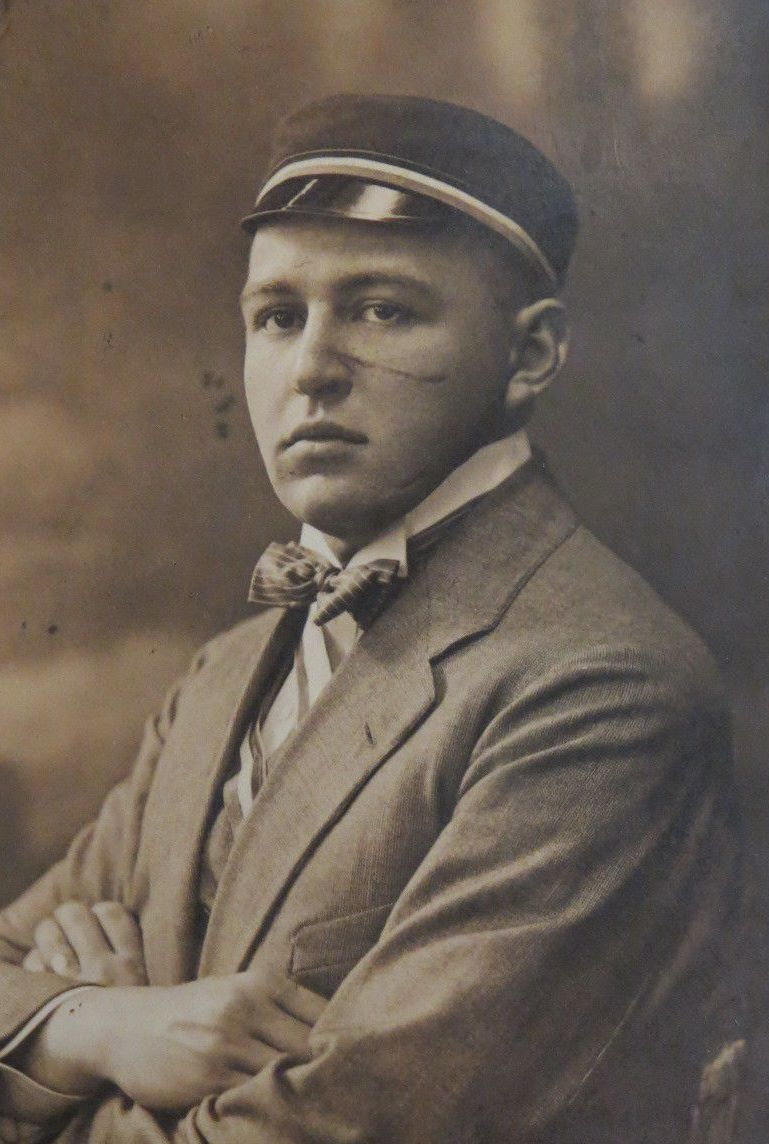
Berthold Ostertag (1919)

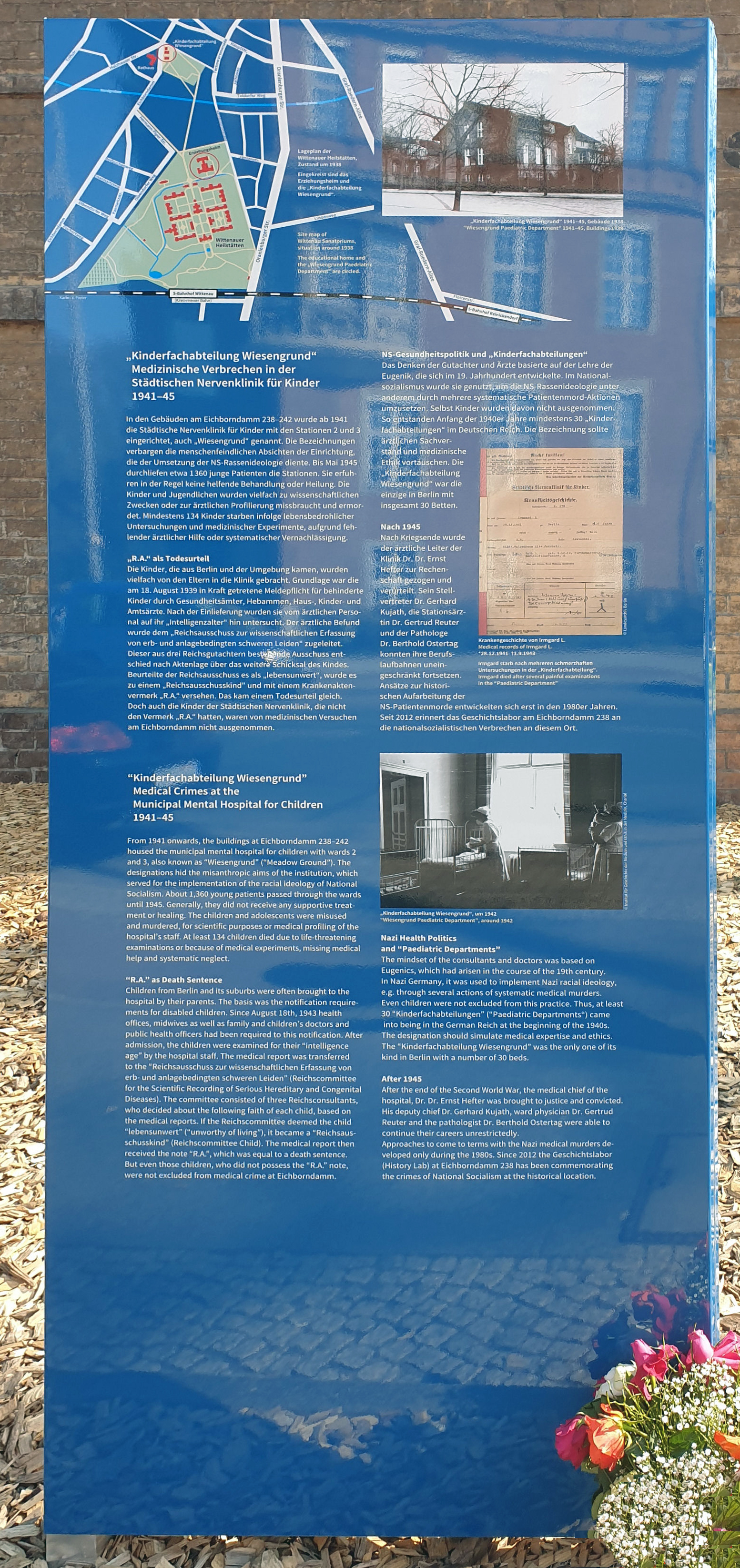
Gedenktafel am Haus, Eichborndamm 238, in Berlin-Wittenau

Berthold Ostertag (* 28. Februar 1895 in Berlin; † 14. November 1975 in Tübingen) war ein deutscher Pathologe.

## Leben
Berthold Ostertag war Sohn des Veterinärs Robert von Ostertag und dessen Frau Margarete, geborene Hertwig. Seine Schullaufbahn beendete Ostertag 1913 mit dem Abitur und leistete danach seinen halbjährigen Militärdienst ab. Anschließend begann er ein Medizinstudium an der Universität Tübingen. Während seines Studiums wurde er 1914 Mitglied des Corps Rhenania Tübingen und später 1919 Mitglied des Corps Marchia Berlin. Kriegsbedingt musste er nach Ausbruch des Ersten Weltkrieges sein Studium unterbrechen, da er als Sanitäts-Unteroffizier zum Deutschen Heer eingezogen wurde. Für das Physikum konnte er 1915 sein Studium in Tübingen wieder aufnehmen.
Nach Kriegsende baute Ostertag in Tübingen eine Studentenkompanie auf und nahm mit einem Freikorps an Kämpfen gegen aufständische Spartakisten teil. Nach erneuter Wiederaufnahme schloss Ostertag 1920 das Studium mit Staatsexamen ab und promovierte in Tübingen zum Dr. med. Danach war er Volontärarzt am Pathologischen Institut der Universität Tübingen und ab 1921 am Berliner Pathologischen Institut. Weitere Stationen waren eine Gastassistenz unter Walther Spielmeyer an der Deutschen Forschungsanstalt für Psychiatrie in München, die Leitung des Laboratoriums der Universitätsnervenklinik der Charité unter Karl Bonhoeffer und schließlich wieder eine Anstellung am Pathologischen Institut der Universität Tübingen. Ab 1925 war er Prosektor der Heil- und Pflegeanstalt Berlin-Buch. Er heiratete 1924 Ilse Kobel, mit der er zwei Töchter und einen Sohn bekam.
Im Zuge der Machtergreifung trat er 1933 der SA bei, wo er den Rang eines Sanitätssturmführes erreichte. Anfang August 1933 verjagte er „in SA-Uniform seinen jüdischen Verbindungsbruder Rudolf Jaffé als Chef des Pathologischen Instituts am Krankenhaus Moabit“. Im Mai 1934 wechselte er von dort in gleicher Funktion an das Pathologische Institut des Rudolf-Virchow-Krankenhauses und verblieb in dieser Funktion bis zum Kriegsende im Frühjahr 1945. Zum 1. August 1935 trat er der NSDAP bei (Mitgliedsnummer 3.669.462). Mit dem Hirnforscher Oskar Vogt hatte Ostertag einen schwerwiegenden Konflikt, in dessen Folge ihm 1937 seine SA-Mitgliedschaft entzogen wurde.
An der medizinischen Fakultät der Universität Berlin folgte 1935 seine Habilitation für das Fach Pathologie. Danach lehrte er an der Universität Berlin zunächst als Privatdozent und ab Mai 1940 als außerplanmäßiger Professor.
Während des Zweiten Weltkrieges wurde er Ende 1940 als Sanitätsoffizier zur Wehrmacht einberufen, konnte aber weiterhin in Berlin wohnhaft bleiben und dort arbeiten. Er war zusätzlich zuständig für die Hirnverletztenlazarette des Heeres. Nach der kriegsbedingten Zerstörung seines Instituts im September 1943 wurden Teile des Instituts nach Hohenlychen ausgelagert. Anschließend war er noch in Teupitz, Bad Nauheim und zu Beginn des Jahres 1945 in Tübingen eingesetzt.
Ostertag kooperierte mit dem Reichsausschuß im Zuge der Kinder-Euthanasie. Er widmete sich auch der Erforschung „intrauteriner Schädigung des Kindes anhand von Sektionen an der Hefterschen Klinik“. Gemeinsam mit seinem Oberarzt Hans Klein obduzierte er Kinder, die in der Kinderfachabteilung der Städtischen Nervenklinik für Kinder und Jugendliche Wiesengrund in Berlin-Wittenau ermordet wurden. Am 8. Mai 1944 schrieb er an die Deutsche Forschungsgemeinschaft unter anderem: „Uns fließt das Untersuchungsgut des Reichsausschusses zur Erfassung der angeborenen Mißbildungen usw. zu“.
Nach Kriegsende wurde er entnazifiziert. Ab 1950 leitete er das Neuropathologische Laboratorium an der Universitätsnervenklinik Tübingen und baute dort das Institut für Hirnforschung auf. 1960 wurde er zum außerordentlichen Professor für Neuropathologie ernannt und 1964 emeritiert. Ostertag wurde 1964 das Große Bundesverdienstkreuz verliehen. Der als Neuro- und Tumorpathologe tätige Ostertag hatte seinen Forschungsschwerpunkt in der Konstitutionspathologie.

„Was in meinen Nachruf kommt, ist mir gleich – ich lese ihn ja nicht mehr. Wichtiger ist mir, daß der Bund [Rhenania] anständig weiterbesteht.“

## Schriften (Auswahl)
- Einteilung und Charakteristik der Hirngewächse: Ihre natürliche Klassifizierung zum Verständnis von Sitz, Ausbreitung u. Gewebsaufbau. Fischer, Jena 1936.
- Pathologie der raumfordernden Prozesse des Schädelbinnenraums. Enke, Stuttgart 1941.
- Die Sektionstechnik des Gehirns und des Rückenmarks nebst Anleitung zur Befunderhebung. Springer, Berlin 1944.
- Anatomie und Pathologie der raumfordernden Prozesse des Schädelinnenraumes. In: Chirurgie der Gehirnkrankheiten (= Neue Deutsche Chirurgie. Band 50). Band III. Enke, Stuttgart 1949.